# 上田邦義
上田 邦義（うえだ くによし、1934年（昭和9年）11月12日 - ）は、日本の学者、静岡大学名誉教授、モンゴル国際経済商科大学名誉教授、華中科技大学・広東南大専修学院名誉教授、国際融合文化学会会長。山形県鶴岡市出身。旧名・宗片邦義。

## 略歴
- 1959年、東京教育大学英文科卒業
- 1964年、同大学院文学研究科修士課程修了。
- 1973年、ハーバード大学英文科フルブライト研究員
- 1974年、米マサチューセッツ大学講師、タフツ大学演劇学科講師
- 1979年、静岡大学教養部教授
- 1981年、能・シェイクスピア研究会会長
- 1985年、米ネブラスカ大学演劇学科フルブライト教授
- 1995年、静岡大学人文学部教授
- 1998年、静岡大学定年退官、名誉教授
- 1999年、日本大学総合社会情報研究科教授
- 2000年、モンゴル国際経済商科大学名誉教授
  - 国際融合文化学会会長
- 2002年、『シェイクスピア劇の能翻案に関する研究：遭遇と融合』で日本大学博士（国際関係）[2]
  - 華中科技大学・広東南大専修学院名誉教授
- 2015年、春の叙勲で瑞宝中綬章受章[3]。

## 単著
- 英語能ハムレット / 宗片邦義 研究社出版 1991.3
- 「能・オセロー」創作の研究 日英二ヶ国語による 宗片邦義 勉誠社 1998.2
- 『ブライズ先生、ありがとう』三五館 2010年4月

## 翻訳
- 『リヴァイアサン』ホッブズ 永井道雄共訳、世界の名著、中央公論社、1971